# Frank Busemann
Frank Busemann (Recklinghausen, 26 febbraio 1975) è un ex multiplista e ostacolista tedesco.

## Palmarès

### Giochi olimpici
- 1 medaglia:
  - 1 argento (Atlanta 1996 nel decathlon)

### Mondiali
- 1 medaglia:
  - 1 bronzo (Atene 1997 nel decathlon)

### Mondiali juniores
- 1 medaglia:
  - 1 oro (Lisbona 1994 nei 110 metri ostacoli)

### Europei under 23
- 1 medaglia:
  - 1 oro (Turku 1997 nei 110 metri ostacoli)